# Rodrigo Aragão
Pour les articles homonymes, voir Aragão.
Rodrigo Aragão, né  le 18 janvier 1977 à Guarapari (Espírito Santo), est un réalisateur, scénariste et producteur de cinéma brésilien.

## Biographie
Fils d'un ancien magicien qui possédait également un petit cinéma, il a commencé à travailler avec des effets spéciaux dès son plus jeune âge, après avoir collaboré à plusieurs courts métrages et pièces de théâtre.
Il crée le spectacle d'horreur itinérant Mausoleum en 2000. En 2008, il tourne son premier long métrage, Mangue Negro (pt), en utilisant comme lieu de tournage la mangrove située à l'arrière de son domicile à Guarapari. Tourné avec un budget de 50 000 réals brésiliens, le film utilise le thème des zombies pour dénoncer le problème de la dégradation de l'environnement dans la zone des mangroves.

## Filmographie

### Réalisateur
- 2008 : Mangue Negro (pt)
- 2011 : A Noite do Chupacabras (pt)
- 2013 : Mar Negro (pt)[2]
- 2015 : As Fábulas Negras
- 2018 : A Mata Negra[3]
- 2020 : O Cemitério das Almas Perdidas[4]

## Distinction
- Meilleur réalisateur pour O Cemitério das Almas Perdidas au Fantaspoa (pt)[5].